# Nicholas Monteiro
Nicholas Codicasa Monteiro, também conhecido como Nick Monteiro (Pembroke Pines, 20 de outubro de 2005) é um automobilista brasileiro nascido nos Estados Unidos que atualmente compete pela DEForce Racing no USF Pro 2000 e na NASCAR Brasil Series pela MX Vogel.

## Carreira

### Kart
Monteiro começou no kart aos sete anos de idade, competindo na categoria Mirim da 14ª edição da Copa Brasil. Subindo para a classe Sprinter em 2020, Monteiro seguiu no kart até 2022, quando disputou o Campeonato Brasileiro de KZ na classe KZ Graduados.

### Fórmula 4
Em 2022, Monteiro foi anunciado como um dos 15 pilotos que competiriam na temporada inaugural do Campeonato Brasileiro de Fórmula 4. Correndo com licença norte-americana, Nick foi confirmado na TMG Racing após um sorteio que decidiu as combinações de equipe e piloto. Ficou em segundo na abertura da temporada, o que foi seu melhor resultado no ano, já que os únicos pódios conquistados por Monteiro foram os três terceiros lugares da segunda etapa de Interlagos. Nick pontuou em metade das dezoito corridas do ano, com ele ficando em oitavo lugar na classificação final da temporada, acumulando 100 pontos.
Durante 2022, Monteiro também competiu em duas etapas da Fórmula 4 Italiana pela Cram Motorsport, tendo como melhor resultado um 26º lugar na segunda corrida em Vallelunga.

### USF Pro 2000
Em 2023, Monteiro se inseriu na Road to Indy, competindo no USF Pro 2000 Championship com a equipe estreante NeoTech Motorsport, que recebeu o apoio técnico da TJ Speed Motorsports. Sua melhor posição de chegada pela NeoTech foi o 11º lugar, que ele alcançou duas vezes em Toronto. Monteiro juntou-se à TJ Speed Motorsports para a rodada final em Portland, mas um acidente na primeira corrida o impediu de competir pelo resto do fim de semana. Com isso, Nick terminou sua temporada de estreia na USF Pro 2000 em 19º lugar, com 106 pontos.
Monteiro juntou-se à DEForce Racing no final de 2023 para sua segunda temporada no USF Pro 2000, correndo ao lado de Mac Clark e Jorge Garciarce. Conseguindo como melhor resultado um sétimo lugar na segunda corrida em Toronto, e após conquistar mais quatro resultados no Top-10, Nick se classificou em 13º lugar, com 162 pontos.
Em 2025, Monteiro retornou para uma terceira temporada na USF Pro 2000, repetindo a parceria com a DEForce Racing e com Garciarce, embora a equipe tenha reduzido as operações para dois carros.

### NASCAR
Paralelamente aos seus compromissos na USF Pro 2000, Monteiro competiu em algumas provas da segunda temporada da NASCAR Brasil Sprint Race na classe Challenge. Ele obteve uma vitória em sua classe no Autódromo Potenza.
Monteiro retornou à recém-renomeada NASCAR Brasil Series em 2025, juntando-se à MX Vogel.

### Fórmula Regional
No início de 2025, Monteiro fez sua estreia na Fórmula Regional, juntando-se à mtec Motorsport para competir no Campeonato de Fórmula Regional da Oceania. Seu ápice foi na rodada final da temporada, disputada no Highlands Motorsport Park, na qual Monteiro conquistou seu único pódio da temporada, terminando em segundo na corrida 2, atrás apenas de Nikita Johnson. Isso colocou Nick na 12ª colocação, com 132 pontos.

### Indy NXT
Em 31 de julho de 2025, a equipe HMD Motorsports confirmou a contratação de Monteiro para fazer sua estreia na Indy NXT durante a etapa de Portland. Ele guiará o carro de número 24, que foi anteriormente ocupado por Sophia Flörsch, Evagoras Papasavvas e Davey Hamilton Jr. Monteiro conciliará sua participação na Indy NXT com a rodada final da USF Pro 2000, também em Portland.

## Resultados

### Resumo da carreira
| Temporada | Categoria                             | Equipe               | Corridas | Vitórias | Poles | V.M.R. | Pódios | Pontos | Posição |
| --------- | ------------------------------------- | -------------------- | -------- | -------- | ----- | ------ | ------ | ------ | ------- |
| 2022      | Copa Brasil de Fórmula Delta          | ?                    | 2        | 0        | 0     | 0      | 1      | 16     | 10º     |
| 2022      | Fórmula 4 Brasil                      | TMG Racing           | 18       | 0        | 1     | 0      | 4      | 100    | 8º      |
| 2022      | Fórmula 4 Italiana                    | Cram Motorsport      | 6        | 0        | 0     | 0      | 0      | 0      | 54º     |
| 2023      | USF Pro 2000 Championship             | NeoTech Motorsport   | 15       | 0        | 0     | 0      | 0      | 106    | 19º     |
| 2023      | USF Pro 2000 Championship             | TJ Speed Motorsports | 3        | 0        | 0     | 0      | 0      | 106    | 19º     |
| 2024      | USF Pro 2000 Championship             | DEForce Racing       | 18       | 0        | 0     | 0      | 0      | 162    | 13º     |
| 2024      | NASCAR Brasil Sprint Race – Challenge | N/A                  | ?        | 1        | ?     | ?      | ?      | 172    | 7º      |
| 2025      | Fórmula Regional da Oceania           | mtec Motorsport      | 15       | 0        | 0     | 0      | 1      | 132    | 12º     |
| 2025      | USF Pro 2000 Championship             | DEForce Racing       | 5        | 0        | 0     | 0      | 0      | 45*    | 13º*    |
| 2025      | NASCAR Brasil Series – Challenge      | MX Vogel             | 2        | 0        | 0     | 0      | 0      | 8*     | 13º*    |
| Fontes:   |                                       |                      |          |          |       |        |        |        |         |